# Pau Gorgé i Soler
Pau Gorgé i Soler (Alacant, 1850 - València, 1913) va ser un compositor i director d'orquestra valencià.
Va destacar en el camp musical alacantí: en 1876 funda la banda La Lira, i el 1885 es fa càrrec de la Societat de Sextets d'Alacant, des de la seua fundació. També dirigeix les orquestres dels teatres Circ i Principal, ambdós alacantins. A banda, va compondre diverses sarsueles, entre les quals hi destaca La clau del pit, de 1884.
Pau Gorgé i Soler va formar part d'una nissaga alacantina dedicada al món de la música. El seu germà Ramon va dirigir la banda d'Elda i va ser mestre de capella de la col·legiata de Sant Nicolau d'Alacant, i un altre germà, en Francesc, va ser contrabaix i constructor de pianos. Pel seu costat, els seus dos fills van prosseguir el treball dels Gorgé: en Pau Gorgé i Samper va exercir de baix cantant, i en Ramon Gorgé i Samper va ser violinista i director d'orquestra.